# Ville libre d'Empire
 (avril 2020).
Si vous disposez d'ouvrages ou d'articles de référence ou si vous connaissez des sites web de qualité traitant du thème abordé ici, merci de compléter l'article en donnant les références utiles à sa vérifiabilité et en les liant à la section « Notes et références ».

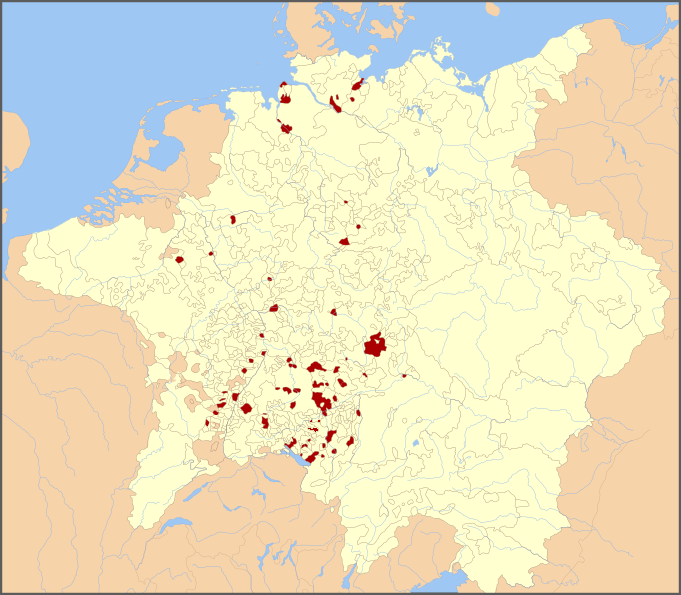
Les territoires des villes libres et des villes d'Empire en 1648.

Le terme « ville libre d'Empire » (en allemand : Freie Reichsstadt) désigne, avec une certaine ambiguïté[Laquelle ?], une ville autonome du Saint-Empire Romain Germanique. Alors qu'une ville d'Empire (Reichsstadt) ayant le statut d'immédiateté impériale était directement subordonnée à l'empereur, une ville libre (Freie Stadt) était officiellement sous la domination d'un prince d'Empire dont elle avait acquis le droit d'autogouvernance. 
Depuis les débuts de l'époque moderne jusqu'à la dissolution de l'Empire en 1806, les représentants des villes libres et des villes d'Empire (Freie und Reichsstädte) avaient le droit de siéger et de voter au collège des cités au sein de la Diète d'Empire, l'assemblée générale des États impériaux.

## Ville d'Empire et ville libre
Il existait à l'origine une différence entre ville d'Empire et ville libre.  
Les villes d'Empire appartenaient au souverain du Saint-Empire et jouissaient de libertés et de privilèges en vertu de leur statut d'immédiateté. Elles bénéficiaient d'une large autonomie et exerçaient même leur propre juridiction ; de sorte qu'elles étaient placées sur un pied d'égalité par rapport aux princes. 
Les villes libres étaient placées sous le pouvoir temporel d'un prince, notamment des princes-évêques, comme les villes de Lübeck, Utrecht, Cologne, Augsbourg, Mayence (jusqu'en 1462), Worms, Spire, Strasbourg, Bâle et Ratisbonne qui s'étaient libérées progressivement de l'emprise de leur seigneur féodal, généralement au prix de luttes s'étendant sur plusieurs générations. Contrairement aux villes d'Empire, ces dernières villes n'étaient pas tenues de contribuer en hommes et en argent aux croisades et autres guerres menées par l'empereur. 
À la fin du Moyen Âge, les droits et obligations des villes libres étaient semblables au statut des villes d'Empire. Par conséquent, les deux types de villes se sont plus ou moins confondus ; on a alors parlé alors de «ville libre et d'Empire» (Freie und Reichsstadt), puis de «villes libres d'Empire».

## Évolution historique

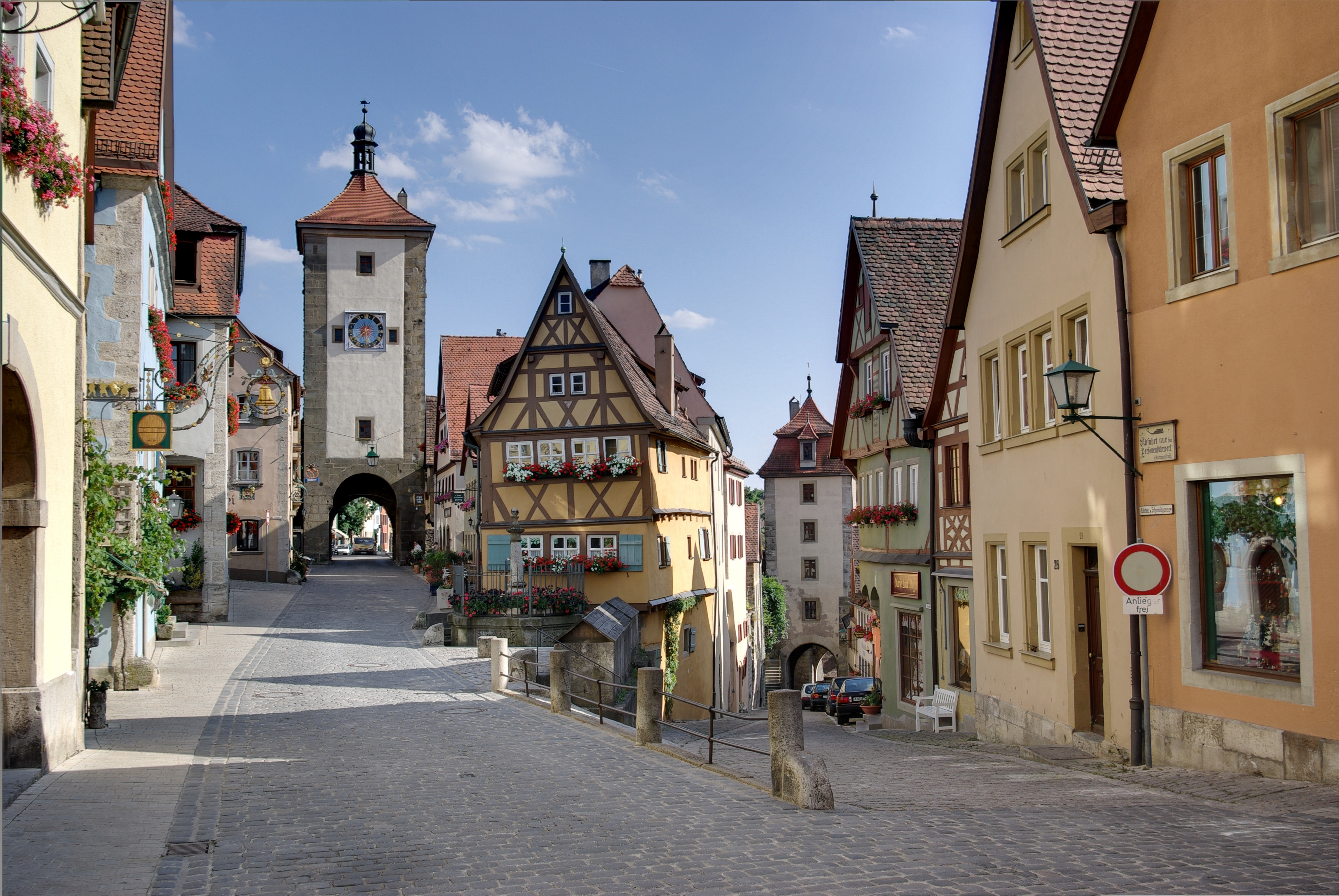
Les portes médiévales de Rothenburg.

Dès le XIIIe siècle, les premières villes d'Empire acquirent l'immédiateté impériale, souvent après l'extinction de la famille de seigneurs locaux : en 1218 les citoyens de Zurich se sont affranchis de la domination de la maison souabe de Zähringen ; la cité de Schaffhouse fut élevée au rang de ville d'Empire par le roi Sigismond de Luxembourg, après que le duc Frédéric IV de Habsbourg fut mis au ban en 1415. Le statut est souvent obtenu par de nombreuses petites villes du Sud-Ouest de l'Allemagne comme Memmingen, Kaufbeuren, Ravensbourg, Wangen, Pfullendorf, Buchau, Wimpfen, Bopfingen, Dinkelsbühl, Feuchtwangen, Rothenbourg, Schwäbisch Hall, Weil der Stadt, Windsheim et Annweiler, ainsi que Mulhouse, Colmar, Wissembourg, Haguenau et Sélestat en Alsace. Ces villes s'étaient vues accorder le privilège urbain surtout à l'époque des empereurs de la dynastie des Hohenstaufen, ducs de Souabe, jusqu'à l'époque du Grand Interrègne au milieu du XIIIe siècle. Par la suite, leurs successeurs ne sont plus en mesure d'exercer la suprématie totale sur le pays.
Au cours du Moyen Âge tardif, les villes d'Empire régies directement par l'empereur forment une exception politique et juridique dans le sens où l'appartenance aux États impériaux n'est pas liée à une personne mais à une ville en tant qu'ensemble représentée par un conseil. À partir de 1489, elles avaient des représentants à la diète d'Empire (Reichstag) où ils constituèrent un troisième collège à côté de celui des sept princes-électeurs et celui des autres princes ecclésiastiques et laïques immédiats. Cependant, on voit que toutes n'avaient pas le droit de siéger à la diète car seuls trois quarts des quatre-vingt-six villes d'Empire citées par la matricule de 1521 siègent à la diète. Pour les autres, l'appartenance aux États impériaux n'a jamais été octroyée.
Plusieurs villes ont acquis de vastes zones, comme Francfort, Ulm, Schwäbisch Hall, Rothenbourg, Augsbourg, Nuremberg et surtout Berne ; pour un certain nombre, elles ont été mises en gage par l'autorité impériale, tels que Nimègue aux comtes de Gueldre en 1247, la ville de Duisbourg aux comtes de Clèves en 1290, et Egra aux rois de Bohême en 1322. Dans certains cas, le gage entraîne à long terme la perte de l'immédiateté impériale, si le montant garanti ne fut pas remboursé. L'empereur Charles Quint, lors de son élection en 1519, a confirmé la souveraineté des princes sur leur détention du gage. En contrepartie, des ligues des villes, telles que la Décapole, viennent d'être créées pour défendre les droits d'autonomie.
À la suite des traités de Westphalie, la suprématie sur les villes d'Empire en Alsace fut ensaisinée au royaume de France ; la mise en œuvre de la politique des Réunions comprendra l'occupation des lieux par les troupes françaises en 1681. À la fin du XVIIIe siècle, existaient encore 51 villes d'Empire, dont 45 sont médiatisées par le recès de la diète d’Empire en 1803. Six villes seulement ont conservé le statut : Augsbourg (aboli en 1805), Brême, Francfort (aboli en 1866), Hambourg, Lübeck (aboli en 1937) et Nuremberg (aboli en 1806). Les cantons suisses de Bâle, de Berne, de Lucerne, de Schaffhouse, de Soleure, de Saint-Gall et de Zurich remontent tous aux villes libres d'Empire. Les Länder de Brême et de Hambourg surent conserver leur autonomie jusqu'à nos jours.

## Liste des villes libres d'Empire

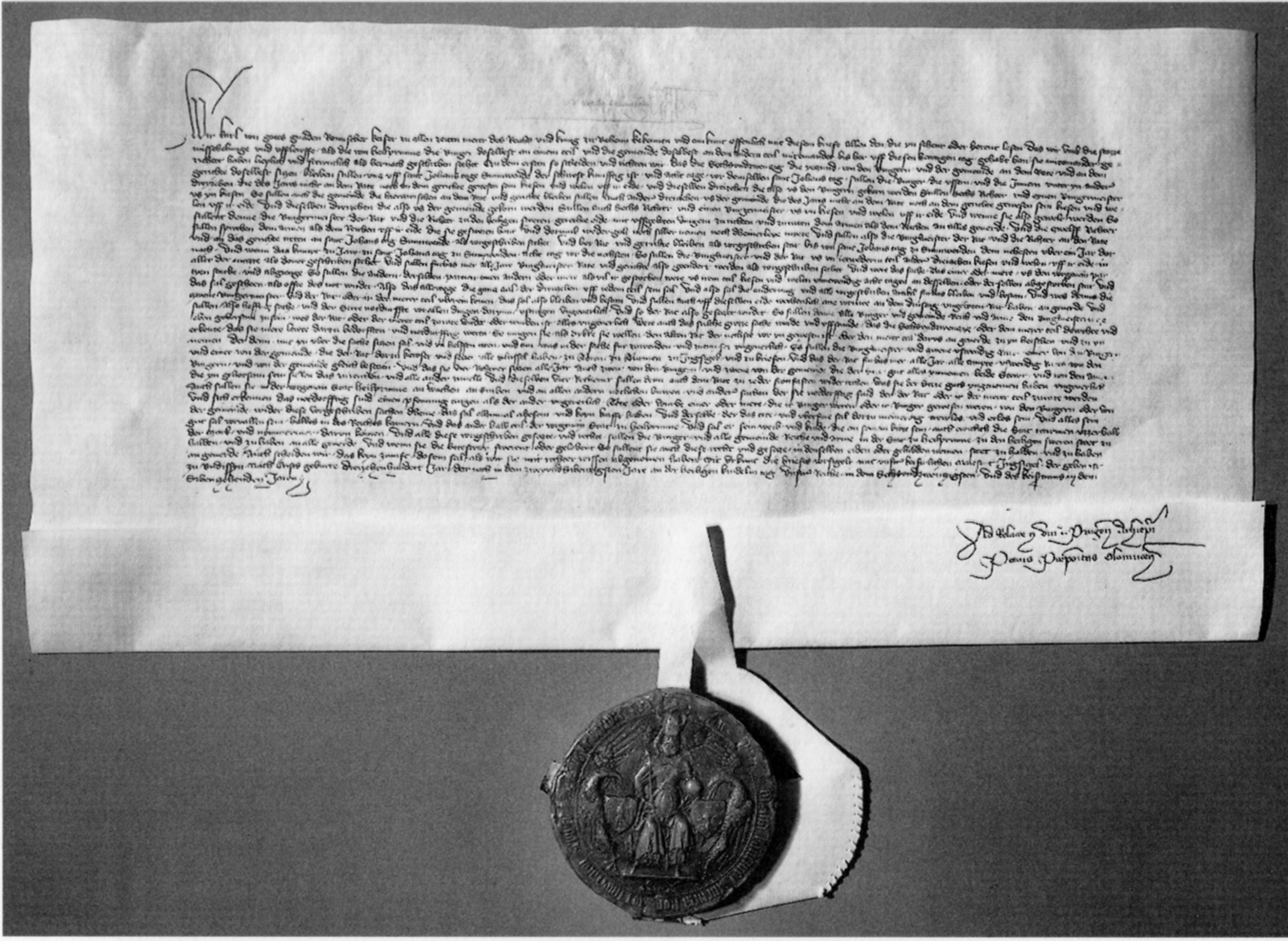
Constitution de l'empereur Charles IV faisant de Heilbronn une ville d'Empire en 1371

| - Aix-la-Chapelle - Aalen - Augsbourg - Bâle - Besançon - Berne - Biberach an der Riß - Bopfingen - Boppard - Brême - Buchau (aujourd'hui Bad Buchau) - Buchhorn (aujourd'hui Friedrichshafen) - Cologne - Dinkelsbühl - Dortmund - Esslingen am Neckar - Francfort-sur-le-Main - Friedberg (Hesse) - Gengenbach - Giengen an der Brenz - Goslar - Hambourg - Heilbronn - Isny im Allgäu - Kaufbeuren - Kempten - Leutkirch im Allgäu - Lindau - Lübeck | - Memmingen - Metz - Mühlhausen (Thuringe) - Mulhouse (1275) - Nördlingen - Nordhausen - Nuremberg - Offenbourg - Pfullendorf - Ravensbourg - Ratisbonne - Reutlingen - Rothenburg ob der Tauber - Rottweil - Schwäbisch Gmünd - Schwäbisch Hall - Schweinfurt - Spire - Thionville (Diedenhofen) - Überlingen - Ulm - Wangen im Allgäu - Weil der Stadt - Weißenburg in Bayern - Wetzlar - Wimpfen - Windsheim - Worms - Zell am Harmersbach |

### Villes libres annexées à la France

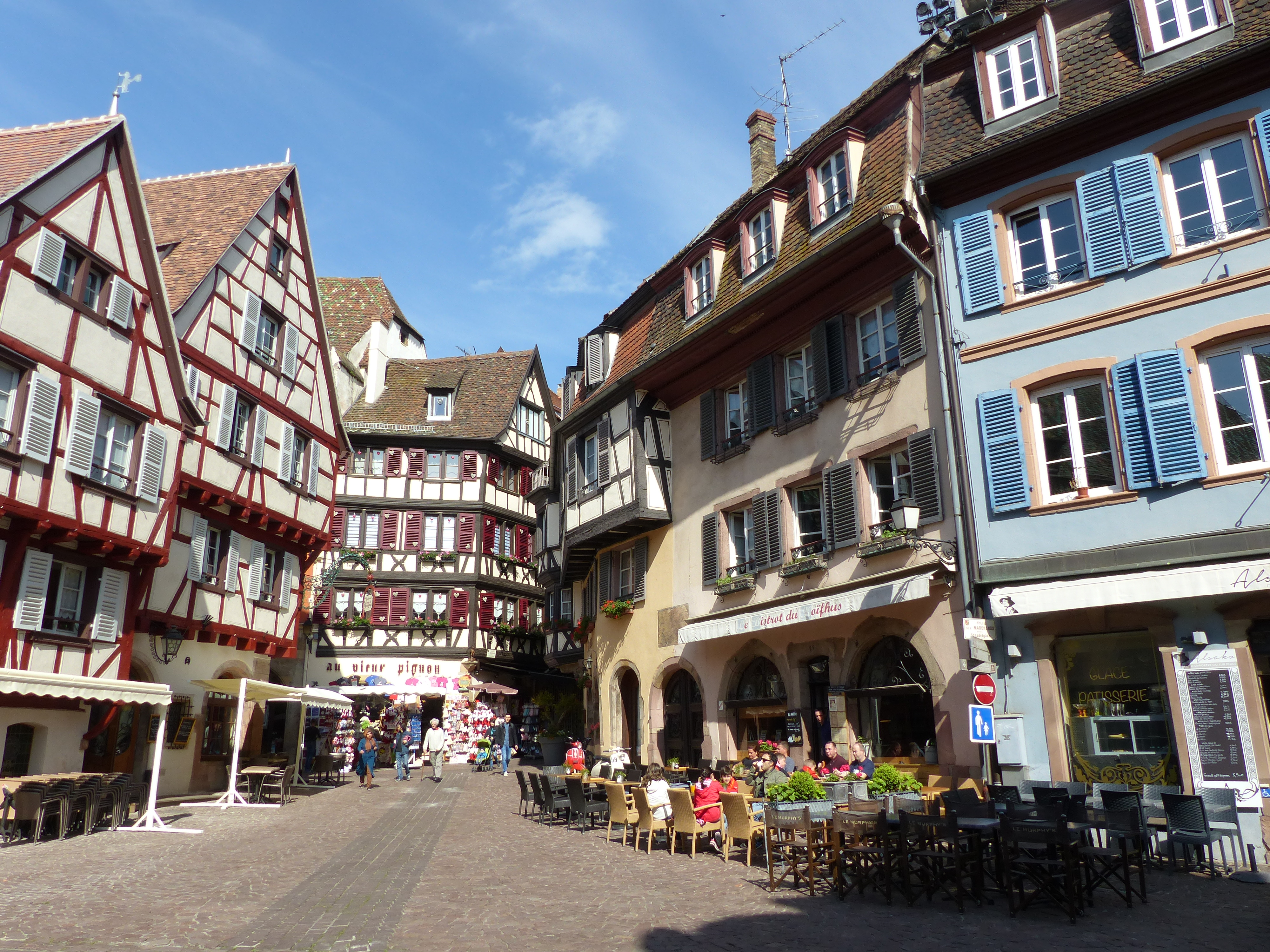
La vieille ville de Colmar.

Plusieurs villes libres d'Empire ont été rattachées à la France, perdant ainsi ce statut :
- Les villes de Metz, Toul et Verdun par le traité de Westphalie en 1648, en même temps que le territoire des Trois-Évêchés (cependant ces villes avaient déjà été intégrées de facto au royaume de France dès 1552)
- Par la paix de Nimègue, en 1679 : Besançon, ainsi que les villes alsaciennes de la Décapole :

| - Colmar - Haguenau - Kaysersberg - Landau - Munster | - Obernai - Rosheim - Sélestat - Turckheim - Wissembourg |

- Strasbourg est prise par la France en 1681.

- Mulhouse est réunie à la France en 1798.
- Landau est perdue après Waterloo en 1815 au profit de la Prusse. Elle forme désormais à elle seule l'Alsace allemande.